# Римгорское
Римгорское (карач.-балк. Римгорка) — село в Малокарачаевском районе Карачаево-Черкесской Республики. 
Образует муниципальное образование Римгорское сельское поселение, как единственный населённый пункт в его составе.

## География
Село расположено у подножья горы Рим-гора, на левом берегу реки Подкумок. Находится напротив районного центра — села Учкекен, в 73 км к юго-востоку от города Черкесск и в 20 км к западу от Кисловодска.

## История
До конца XIX века на месте современного села находилась военная казачья застава. В 1905 году переселенцами из станицы Боргустанская, было основано постоянное поселение, названное хутором Рим-Горским. 

## Население
| 2002  | 2010  | 2012  | 2013  | 2014  | 2015  | 2016  |
| ----- | ----- | ----- | ----- | ----- | ----- | ----- |
| 1687  | ↗1777 | ↘1769 | ↗1792 | ↗1799 | ↘1794 | ↘1785 |
| 2017  | 2018  | 2019  | 2020  | 2021  | 2023  | 2024  |
| ↗1801 | ↗1836 | ↘1835 | ↘1826 | ↘1638 | ↘1632 | ↘1622 |
| 2025  |       |       |       |       |       |       |
| →1622 |       |       |       |       |       |       |